# Tom Conti
Thomas Antonio Conti (født 22. november 1941) er en skotsk skuespiller, teaterdirektør og romanforfatter af italiensk afstamning.

## Opvækst
Contis far var af italiensk afstamning, og hans mor var fra Skotland. Conti blev uddannet på St. Aloysiu's College for katolske drenge i Glasgow, og senere studeret på Royal Scottish Academy of Music and Drama, som også er placeret i Glasgow.

## Karriere
Conti er kendt som en meget talentfuld skuespiller. Han begyndte at arbejde med Dundee Repertory Theatre i 1959. Han har også medvirket i flere amerikanske teaterforestillinger på Broadway. Conti har også spillet i en række amerikanske og britiske film, herunder Merry Christmas, Mr. Lawrence (1983), Dus med damerne (1983), American Dreamer (1984), Shirley Valentine (1986), Saving Grace (1985) og Dangerous Parking (2007).
Conti har skrevet bogen The Doctor, udgivet i 2004. Det er en thriller om en tidligere pilot og hemmelige agent.

## Privatliv
Conti har været gift med skotsk skuespiller Kara Wilson siden 1967, og deres datter, Nina Conti, er også en skuespiller, udover bugtaler.